# 加藤リナ
加藤 リナ（かとう りな、1990年6月4日 - ）は、日本の元AV女優。CLAPに所属していた。趣味はダーツ。

## 略歴
AV女優となるまではキャンギャルをしていた。
2010年8月に『ダマし撮りじぇねれーしょん 01』でプレステージからAVデビュー。
2012年4月から半年間限定でさとう遥希、つぼみ、小倉奈々、成瀬心美とともにスカパーアダルト応援隊『AIDL5』を結成した。このうち小倉とはプライベートでも仲が良かった。
2013年1月16日、自身のブログにて同年4月6日のイベントを最後にAV完全引退することを発表。
2014年から映像コンテンツ権利処理機構に連絡のとれない権利者として掲載されている。

## 作品

### アダルトビデオ
2010年
- ダマし撮りじぇねれーしょん 01（8月6日、プレステージ）
- おしゃれ女子 01（8月24日、プレステージ）
- この、むっつり娘に密着します。 act.01（9月8日、プレステージ）
- 女子キャンナウ 03（9月22日、プレステージ）
- お尻マンション 尻アルNo.03（10月7日、プレステージ）
- 従順ペット候補生 ＃001 加藤リナ（10月21日、プレステージ）
- 絶対的美少女、お貸しします。 ACT.01（11月5日、プレステージ）
- 一泊二日、美少女完全予約制。（11月18日、プレステージ）
- 貸し切り、純潔サロン（12月2日、プレステージ）
- 加藤リナが、あなたのお宅に一泊します。（12月16日、プレステージ）

2011年
- 加藤リナとエスカレートしすぎるドしろーと娘15人がイク!プレステージ的ファン感謝祭!!（1月1日、プレステージ）
- NEW REC 01（1月25日、プレステージ）
- 職女。Special（2月23日、プレステージ）
- 加藤リナが、えっ!?こんな所で!?ゲリラ逆ナンしちゃいます。VOL.1（3月23日、プレステージ）
- 愛情200％ 私が筆おろししてあげる（4月5日、プレステージ）
- どこでもブルマ（4月20日、プレステージ）
- WATER POLE 01（5月11日、プレステージ）
- 加藤リナ PRESTIGE PREMIUM BEST【WHITE】8時間（5月20日、プレステージ）
- 加藤リナが○○しながらエロまみれ（6月21日、プレステージ）
- ENJOY HI-SCHOOL（7月21日、プレステージ）
- SENSATION（8月2日、プレステージ）
- 海でしようよ♪（8月23日、プレステージ）
- カトリナのほろ酔い日記（9月13日、プレステージ）
- 加藤リナの唇ワイセツ（10月11日、プレステージ）
- 絶対的制服少女（11月10日、プレステージ）
- おかげさまで10周年!!プレステージ専属女優、お貸しします。（12月1日、プレステージ）
- リナの一日花嫁修業（12月13日、プレステージ）

2012年
- カトリナがご奉仕しちゃう 最新やみつきエステ（1月1日、プレステージ）
- 愛人スイートルーム（2月10日、プレステージ）
- 加藤リナ PRESTIGE PREMIUM BEST【YELLOW】 8時間（3月1日、プレステージ）
- 終わらせない連続発射 10発！？イクまで帰しません！（3月13日、プレステージ）
- 加藤リナ、満足度満点ソープ（4月12日、プレステージ）
- プレステージ専属女優、全国各地に出没します。（5月2日、プレステージ）
- どんなときでも、アナタを見つめます（5月11日、プレステージ）
- 天然成分由来リナ汁100%（6月12日、プレステージ）
- 加藤リナと藤澤美羽がイク！！ いやん◇旅行（7月3日、プレステージ）
- 完全主観-いきなり新婚生活（7月12日、プレステージ）
- 加藤リナが教える HOW TO SEX◆ 本当に気持ち良くていやらしいセックス（8月1日、プレステージ）
- なんと!!加藤リナは大家族だった!?近親相姦!?姉妹どんぶり、弟を筆おろし、家族の前で公開●●●も…!!?家族まるごと巻き込んでAV撮影決行!!（9月1日、プレステージ）
- LOVE HIP（10月11日、プレステージ）
- 加藤リナの素人美少女をレズナンパ！！（11月9日、プレステージ）
- PRESTIGE専属女優があなたの夢叶えます！（12月1日、プレステージ）

2013年
- スプラッシュ リナ（1月22日、プレステージ）
- 加藤リナ、コイオチ散歩。（2月21日、プレステージ）
- 加藤リナ AV完全引退。（3月22日、プレステージ）
- 加藤リナ PRESTIGE PREMIUM BEST【PINK】8時間（5月10日、プレステージ）
- 加藤リナ PRESTIGE PREMIUM TREASURE【BLUE】8時間（12月20日、プレステージ）

## 出演

### テレビ番組
- おとなの子守唄（2010年10月 - 2012年12月、サンテレビ）2代目アシスタント
- 桃のささやき（2010年12月8日、MONDO TV）
- ビ〜チ9（2011年2月、テレビ埼玉）マンスリーゲスト
- ヴィーナス・フューチャー＃93（2011年、エンタ!371）
- 特命係長 只野仁 ファイナル 第1夜（2012年1月6日、テレビ朝日）
- 志村劇場（2012年5月2日、フジテレビ）ゲスト出演

### ラジオ番組
- プレステージナイト2nd カラテカリ〜ナ♥（2012年5月2日 - 12月26日、ラジオ大阪、ラジオ日本）

### 写真集
- らぶぱら（2011年8月27日、竹書房、撮影：マキハラススム）ISBN 978-4812446607

### モデル
- スーパー・ポーズブック ヌード●ファンタジー:スタイリッシュ・アクション編（コスミック・アートグラフィック）（2012年11月19日、コスミック出版、監修：星恵美子）ISBN 978-4774790893
- スーパー・ポーズブック ヌード●ドジっ娘OL編（コスミック・アート・グラフィック）（2012年12月18日、コスミック出版、監修：島本耕司）ISBN 978-4774790909

### グラビア
- ヌードWEBグラビア「GRAPHIS」（2012年5月11日、撮影：福島裕二）[5]。

### ネット番組
- ユーザー参加型大喜利番組ニコニコ大喜利（ニコニコ生放送（ニコニコ動画） ）、2011年）アシスタント

### オリジナルビデオ
- ヤンキー先生（ティーチャー）（2012年1月20日、オールインエンタテインメント） - 大河内瑞希 役